# Saints-en-Puisaye
Saints-en-Puisaye, anteriorment anomenat Saints (fins al 4 d'agost de 2012), és un municipi francès, situat al departament del Yonne i a la regió de Borgonya - Franc Comtat. L'any 2007 tenia 592 habitants.

## Demografia

### Població
El 2007 la població de fet de Saints-en-Puisaye era de 592 persones. Hi havia 248 famílies, de les quals 72 eren unipersonals (28 homes vivint sols i 44 dones vivint soles), 80 parelles sense fills, 72 parelles amb fills i 24 famílies monoparentals amb fills.
La població ha evolucionat segons el següent gràfic:
Habitants censats

### Habitatges
El 2007 hi havia 354 habitatges, 253 eren l'habitatge principal de la família, 86 eren segones residències i 15 estaven desocupats. 340 eren cases i 14 eren apartaments. Dels 253 habitatges principals, 227 estaven ocupats pels seus propietaris, 22 estaven llogats i ocupats pels llogaters i 4 estaven cedits a títol gratuït; 14 tenien dues cambres, 43 en tenien tres, 63 en tenien quatre i 133 en tenien cinc o més. 190 habitatges disposaven pel capbaix d'una plaça de pàrquing. A 107 habitatges hi havia un automòbil i a 122 n'hi havia dos o més.

### Piràmide de població
La piràmide de població per edats i sexe el 2009 era:
| Homes | Edats   | Dones |
| ----- | ------- | ----- |
| 0     | 95 o +  | 4     |
| 0     | 90 a 94 | 0     |
| 0     | 85 a 89 | 0     |
| 16    | 80 a 84 | 12    |
| 12    | 75 a 79 | 20    |
| 12    | 70 a 74 | 8     |
| 24    | 65 a 69 | 24    |
| 24    | 60 a 64 | 24    |
| 12    | 55 a 59 | 20    |
| 24    | 50 a 54 | 20    |
| 20    | 45 a 49 | 12    |
| 16    | 40 a 44 | 16    |
| 28    | 35 a 39 | 32    |
| 12    | 30 a 34 | 12    |
| 20    | 25 a 29 | 20    |
| 0     | 20 a 24 | 0     |
| 24    | 15 a 19 | 8     |
| 16    | 10 a 14 | 24    |
| 12    | 5 a 9   | 4     |
| 16    | 0 a 4   | 24    |

## Economia
El 2007 la població en edat de treballar era de 334 persones, 248 eren actives i 86 eren inactives. De les 248 persones actives 227 estaven ocupades (123 homes i 104 dones) i 21 estaven aturades (11 homes i 10 dones). De les 86 persones inactives 31 estaven jubilades, 23 estaven estudiant i 32 estaven classificades com a «altres inactius».

### Ingressos
El 2009 a Saints-en-Puisaye hi havia 249 unitats fiscals que integraven 582,5 persones, la mediana anual d'ingressos fiscals per persona era de 14.710 €.

### Activitats econòmiques
Dels 22 establiments que hi havia el 2007, 1 era d'una empresa alimentària, 7 d'empreses de construcció, 2 d'empreses de comerç i reparació d'automòbils, 4 d'empreses d'hostatgeria i restauració, 3 d'empreses d'informació i comunicació, 1 d'una empresa immobiliària, 1 d'una empresa de serveis, 1 d'una entitat de l'administració pública i 2 d'empreses classificades com a «altres activitats de serveis».
Dels 14 establiments de servei als particulars que hi havia el 2009, 1 era un taller de reparació d'automòbils i de material agrícola, 4 paletes, 1 guixaire pintor, 1 lampisteria, 1 electricista, 1 empresa de construcció, 1 perruqueria, 3 restaurants i 1 agència immobiliària.
L'únic establiment comercial que hi havia el 2009 era una fleca.
L'any 2000 a Saints-en-Puisaye hi havia 29 explotacions agrícoles que ocupaven un total de 1.716 hectàrees.

## Equipaments sanitaris i escolars
El 2009 hi havia una escola elemental.

## Poblacions més properes
El següent diagrama mostra les poblacions més properes.